# Kōhei Kawata
Kōhei Kawata (jap. 河田 晃兵 Kawata Kōhei; ur. 13 października 1987) – japoński piłkarz występujący na pozycji bramkarza. Obecnie występuje w Ventforet Kōfu.

## Kariera klubowa
Od 2010 roku występował w klubach Gamba Osaka, Avispa Fukuoka i Ventforet Kōfu.